# Coprates Montes
I Coprates Montes sono una struttura geologica della superficie di Marte.